# Oloessa bianor
Oloessa bianor är en skalbaggsart som beskrevs av Dillon 1952. Oloessa bianor ingår i släktet Oloessa och familjen långhorningar.
Artens utbredningsområde är Fiji. Inga underarter finns listade i Catalogue of Life.